# نانوذرات پلاتینیوم
نانوذرات‌پلاتینیوم یا نانوذرات‌پلاتین (به انگلیسی: Platinum nanoparticle) به شکل معلق یا کلوئیدی از نانوذراتی از پلاتین در یک مایع که معمولاً آب می‌باشد، هستند.
نانوذرات در اشکال مختلف از جمله کره، میله، مکعب و تتراهدرال وجود دارند. نانوذرات کروی پلاتین را می‌توان با اندازه‌های بین 2 تا 100 نانومتر (nm) بسته به شرایط واکنش می‌توان ساخت.
نانوذرات پلاتین در محلول کلوئیدی رنگ قهوه ای مایل به قرمز یا سیاه معلق می‌شوند. نانوذرات در اشکال مختلف از جمله کره، میله، مکعب، و چهار وجهی وجود دارند.

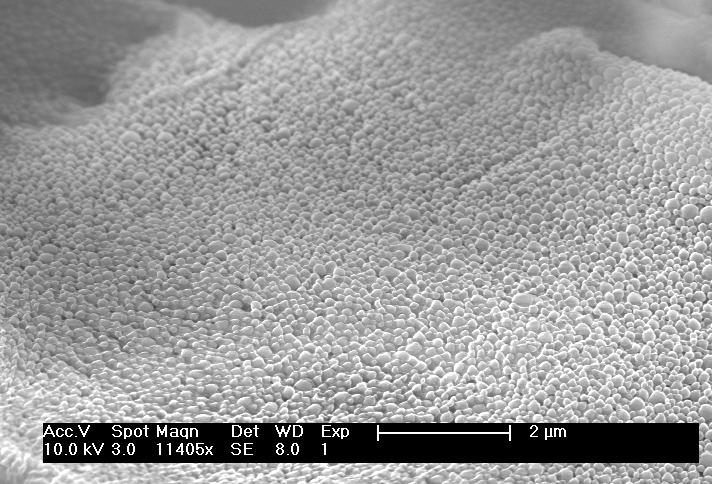
مثالی از نانوذرات

نانوذرات پلاتین موضوع تحقیقات قابل توجهی هستند،با کاربردهای بالقوه در زمینه‌های مختلف. اینها شامل کاتالیز، پزشکی، و سنتز مواد جدید با خواص منحصر به فرد است.

## سنتز
نانوذرات پلاتین معمولاً یا با احیای پیش سازهای یون پلاتین در محلول با یک عامل تثبیت کننده یا پوشاننده برای تشکیل نانوذرات کلوئیدی،یا با اشباع و کاهش پیش سازهای یون پلاتین در یک میکرو متخلخل با پشتیبانی مانند آلومینا سنتز می‌شوند.

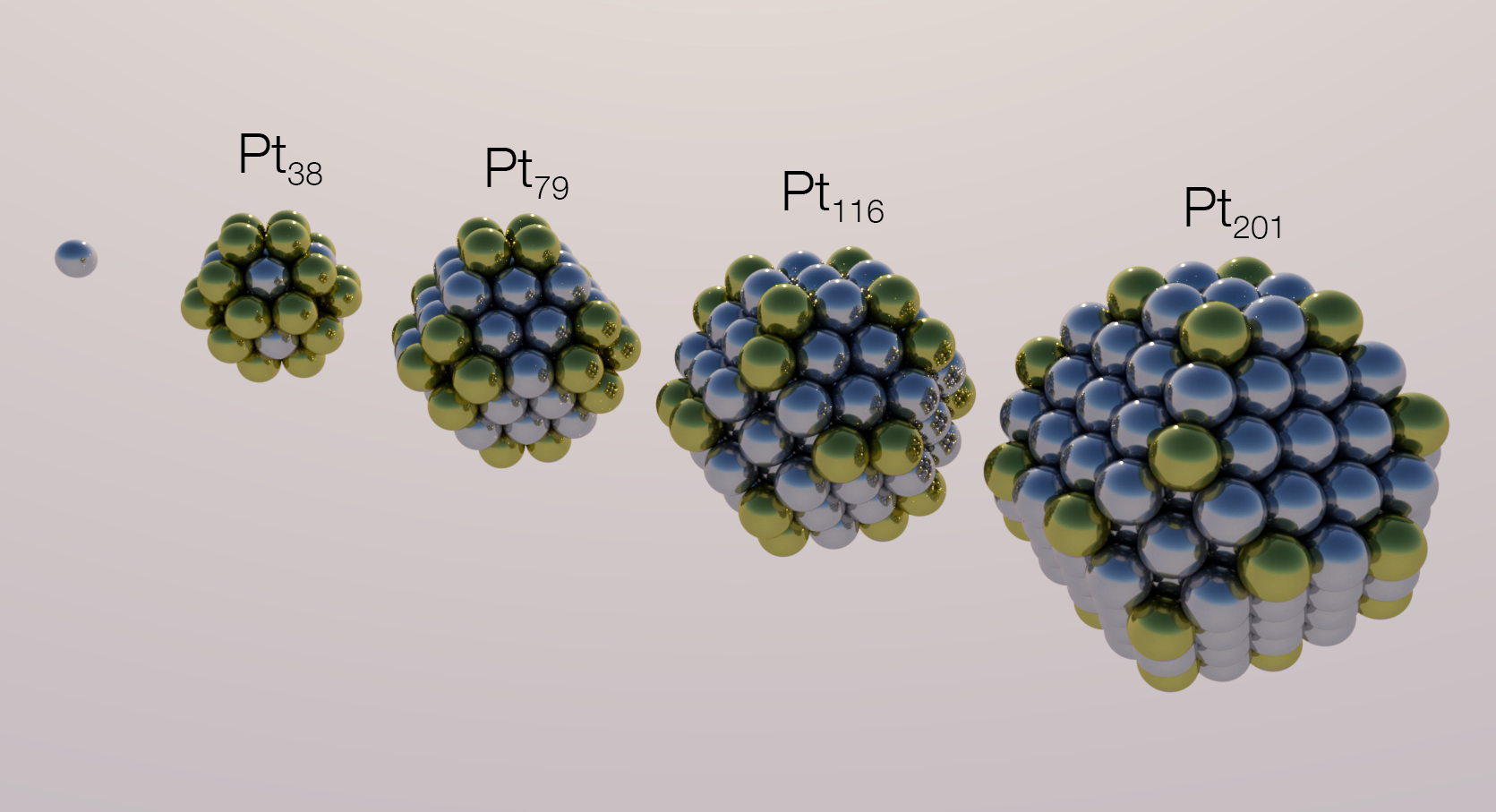
نانوذرات پلاتین در اندازه‌های مختلف؛ برای فلزات FCC شکل تعادلی (در دمای 0K) هشت وجهی کوتاه شده‌است. اتم‌های سطحی در موقعیت‌های پیچ خوردگی، بین (۱۱۱) و (۱۰۰) صفحه، برجسته می‌شوند (به رنگ طلایی). برای هر چهار نانوذره، تعداد مکان‌های پیچ خوردگی (مرتبط با اتم‌های دارای شماره هماهنگی ۶) ۲۴ است.

برخی از نمونه‌های رایج پیش سازهای پلاتین عبارتند از هگزا کلروپلاتینات پتاسیم (K2PtCl6) یا کلرید پلاتین(PtCl2)از ترکیبات مختلف پیش سازها، مانند روتنیم‌کلرید(RuCl3) و اسید کلروپلاتینیک (H2PtCl6) برای همسان سازی استفاده شده‌است. نانوذرات فلزی برخی از نمونه‌های رایج عوامل کاهنده شامل گاز هیدروژن (H2)، بوروهیدرید سدیم (NaBH4) و اتیلن گلیکول (C2H6O2) هستند، اگرچه سایر الکل‌ها و ترکیبات گیاهی نیز استفاده شده‌اند.
همان‌طور که پیش ساز فلز پلاتین به فلز پلاتین خنثی (Pt0) کاهش می‌یابد، مخلوط واکنش با فلز پلاتین فوق اشباع می‌شود و Pt0 به شکل ذرات در مقیاس نانو شروع به رسوب می‌کند. یک عامل درپوش یا عامل تثبیت کننده مانند اسید پلی اکریلیک سدیم یا سیترات سدیماغلب برای تثبیت سطوح نانوذرات استفاده می‌شود و از تجمع و ادغام نانوذرات جلوگیری می‌کند.
اندازه نانوذرات سنتز شده به صورت کلوئیدی ممکن است با تغییر پیش ساز پلاتین، نسبت عامل پوشش دهنده به پیش ساز و/یا دمای واکنش کنترل شود. اندازه نانوذرات سنتز شده بر روی بستری مانند آلومینا به پارامترهای مختلفی مانند اندازه منافذ ساپورت بستگی دارد.
نانوذرات پلاتین همچنین می‌توانند با تجزیه Pt2(dba)3 (dba = دی‌بنزیلیدنی استون) در اتمسفر CO یا H2، در حضور یک عامل پوشاننده، سنتز شوند.توزیع اندازه و شکل نانوذرات به دست آمده به حلال، جو واکنش، انواع عوامل پوشش دهنده و غلظت نسبی آنها، پیش ساز یون پلاتین خاص، و همچنین به دمای سیستم و زمان واکنش بستگی دارد.

#### کنترل شکل و اندازه
رامیرز و همکاران. تأثیر لیگاند و اثرات حلال بر اندازه و شکل نانوذرات پلاتین را گزارش کردند. بذرهای نانوذرات پلاتین با تجزیه Pt2(dba)3 در تتراهیدروفوران (THF) تحت مونوکسید کربن (CO) تهیه شدند. این شرایط نانوذرات پلاتین را با لیگاندهای THF و CO متصل ضعیف و قطر تقریبی در 1.2 نانومتر تولید کرد. هگزادسیلامین (HDA) به مخلوط واکنش خالص شده اضافه شد و اجازه داده شد تا لیگاندهای THF و CO را در طول حدود هفت روز جابجا کند و نانوذرات پلاتین کریستالی کروی تک پراکنده با قطر متوسط 2.1 نانومتر تولید کند. پس از دوره هفت روزه، افزایش طول نانوذرات پلاتین رخ داد. هنگامی که همان روش با استفاده از یک عامل پوشاننده قوی‌تر مانند تری فنیل فسفین یا اکتانتیول دنبال شد، نانوذرات کروی باقی ماندند که نشان می‌دهد لیگاند HDA بر شکل ذرات تأثیر می‌گذارد.
اولیلامین، اسید اولئیک و استیل استونات پلاتین (II) Pt(acac)2نیز در سنتز نانوذرات پلاتین کنترل‌شده اندازه/شکل استفاده می‌شوند. تحقیقات نشان داد که آلکیلامین می‌تواند با یون +Pt2 هماهنگ شود و پیش‌ساز تتراکیس (آمین) پلاتین را تشکیل دهد و جایگزین لیگاند acac- اصلی در Pt(acac)2 شود، و اسید اولئیک می‌تواند بیشتر با acac- مبادله کند و سینتیک تشکیل نانوذرات پلاتین را تنظیم کند.
هنگامی که Pt2(dba)3 در THF تحت گاز هیدروژن در حضور HDA تجزیه شد، واکنش بسیار طولانی‌تر شد و نانوسیمهایی با قطر بین ۱٫۵ تا ۲ نانومتر تشکیل شد. تجزیه Pt2(dba)3 تحت گاز هیدروژن در تولوئن باعث تشکیل نانوسیم‌هایی با قطر ۲–۳ نانومتر مستقل از غلظت HDA شد. طول این نانوسیم‌ها با غلظت HDA موجود در محلول نسبت معکوس دارد. هنگامی که این سنتز نانوسیم‌ها با استفاده از غلظت‌های کاهش‌یافته Pt2(dba)3 تکرار شد، تأثیر کمی بر اندازه، طول یا توزیع نانوسیم‌های تشکیل‌شده وجود داشت.
نانوذرات پلاتین با شکل و اندازه کنترل‌شده نیز از طریق تغییر نسبت غلظت عامل پوشش‌دهنده پلیمری به غلظت پیش‌ساز قابل دسترسی هستند. سنتزهای کلوئیدی تقلیل دهنده به این ترتیب نانوذرات تتراهدرال، مکعبی، نامنظم منشوری، ایکوسادرال و مکعبی هشت وجهی را تولید کرده‌اند که پراکندگی آنها نیز به نسبت غلظت عامل درپوش به پیش ماده بستگی دارد و ممکن است برای کاتالیزور قابل استفاده باشد. مکانیسم دقیق سنتز کلوئیدی کنترل شده با شکل هنوز شناخته نشده‌است. با این حال، مشخص است که نرخ رشد نسبی وجوه کریستالی در نانوساختار در حال رشد، شکل نهایی آن را تعیین می‌کند. سنتز پلیول نانوذرات پلاتین، که در آن اسید کلروپلاتینیک توسط اتیلن گلیکول به -PtCl42 و Pt0 کاهش می‌یابد، همچنین وسیله‌ای برای ساخت کنترل‌شده شکل بوده‌است.نشان داده شد که افزودن مقادیر مختلف نیترات سدیم به این واکنش‌ها منجر به تولید چهار وجهی و هشت وجهی در نسبت‌های غلظت بالای نیترات سدیم به اسید کلروپلاتینیک می‌شود. مطالعات طیف‌سنجی نشان می‌دهد که نیترات در اوایل این واکنش توسط -PtCl42 به نیتریت کاهش می‌یابد، و این که نیتریت ممکن است هر دو پلاتین (II) و پلاتین (IV) را هماهنگ کند، کاهش پلی‌ال را تا حد زیادی کاهش داده و نرخ رشد وجه‌های کریستالی متمایز را در داخل تغییر می‌دهد. نانوذرات، در نهایت باعث تمایز مورفولوژیکی می‌شوند.

### سنتز سبز
سنتز سازگار با محیط زیست نانوذرات پلاتین از اسید کلروپلاتینیک از طریق استفاده از عصاره برگ دیوسپیروس کاکی به عنوان یک عامل کاهنده به دست آمد. نانوذرات سنتز شده به این صورت کروی با قطر متوسط در محدوده ۲۱۲ نانومتر بسته به دمای واکنش و غلظت عصاره برگ استفاده شده بودند. تجزیه و تحلیل طیف‌سنجی نشان می‌دهد که این واکنش با واسطه آنزیم نیست و در عوض از طریق مولکول‌های کوچک احیاکننده مشتق از گیاه انجام می‌شود.یکی دیگر از سنتز سازگار با محیط زیست از اسید کلروپلاتینیک با استفاده از عصاره برگ از Ocimum tenuiflorum و tulsi به عنوان عوامل کاهنده گزارش شده‌است. تجزیه و تحلیل طیف‌سنجی نشان داد که اسید اسکوربیک، اسید گالیک، ترپنهای مختلف و اسیدهای آمینه خاص در کاهش فعال بودند. ذرات سنتز شده به این ترتیب از طریق میکروسکوپ الکترونی روبشی نشان داده شد که شامل سنگدانه‌هایی با شکل نامنظم هستند.نشان داده شده‌است که عصاره چای با محتوای پلی فنل بالا ممکن است هم به عنوان عوامل کاهنده و هم به عنوان عوامل پوشاننده برای سنتز نانوذرات پلاتین استفاده شود.

## خواص
خواص شیمیایی و فیزیکی نانوذرات پلاتین (NP) آنها را برای طیف گسترده‌ای از کاربردهای تحقیقاتی قابل استفاده می‌کند. آزمایش‌های گسترده‌ای برای ایجاد گونه‌های جدید نانوذرات پلاتین و بررسی خواص آنها انجام شده‌است. کاربردهای پلاتین NP شامل الکترونیک، اپتیک، کاتالیزورها و تثبیت آنزیم است.

#### خواص کاتالیزوری
نانوذرات پلاتین به عنوان کاتالیزور برای سلول سوختی غشای تبادل پروتون (PEMFC), برای سنتز صنعتی اسید نیتریک، کاهش گازهای خروجی از وسایل نقلیه و به عنوان عوامل هسته‌زای کاتالیزوری برای سنتز NPs مغناطیسی استفاده می‌شوند. نانوذرات می‌توانند به عنوان کاتالیزور در محلول کلوئیدی همگن یا به عنوان کاتالیزور فاز گاز عمل کنند در حالی که روی مواد حالت جامد پشتیبانی می‌شوند. واکنش کاتالیزوری NP به شکل، اندازه و مورفولوژی ذره بستگی دارد.
یکی از انواع نانوذرات پلاتین که روی آن تحقیق شده‌است، نانوذرات پلاتین کلوئیدی هستند. کلوئیدهای تک فلزی و دو فلزی به عنوان کاتالیزور در طیف گسترده‌ای از شیمی آلی، از جمله اکسیداسیون مونوکسید کربن در محلول‌های آبی، هیدروژنه کردن آلکن‌ها در محلول‌های آلی یا دوفازی و هیدروسیلیلاسیون الفین‌ها در محلول‌های آلی استفاده شده‌اند. نانوذرات پلاتین کلوئیدی محافظت شده توسط پلی (N-isopropylacrylamide) سنتز شدند و خواص کاتالیزوری آنها اندازه‌گیری شد. مشخص شد که آنها در محلول فعال تر و در هنگام جدا شدن فاز غیرفعال هستند زیرا حلالیت آن با دما نسبت معکوس دارد.

#### خواص نوری
نانوذرات پلاتین خواص نوری شگفت‌انگیزی از خود نشان می‌دهند. به عنوان یک فلز الکترون آزاد NP مانند نقره و طلا، پاسخ نوری خطی آن عمدتاً توسط تشدید پلاسمون سطحی کنترل می‌شود. تشدید پلاسمون سطحی زمانی اتفاق می‌افتد که الکترون‌های سطح فلز در معرض میدان الکترومغناطیسی قرار می‌گیرند که نیرویی بر الکترون‌ها وارد می‌کند و باعث می‌شود که آنها از موقعیت اصلی خود جابجا شوند. سپس هسته‌ها نیروی بازگرداننده‌ای اعمال می‌کنند که منجر به نوسان الکترون‌ها می‌شود، که وقتی فرکانس نوسانات در رزونانس با موج الکترومغناطیسی فرودی باشد، قدرت آن افزایش می‌یابد.
SPR نانوذرات پلاتین در محدوده فرابنفش (۲۱۵ نانومتر) یافت می‌شود، برخلاف سایر نانوذرات فلز نجیب که SPR را در محدوده مرئی نمایش می‌دهند. با این حال، یک استثنا وجود دارد. نانوذرات پلاتین سنتز شده از طریق احیای سیترات، پیک تشدید پلاسمون سطحی در حدود ۲۱۵ نانومتر ندارند. از طریق آزمایش، پیک رزونانس تنها تغییرات جزئی با تغییر اندازه و روش مصنوعی (در عین حفظ همان شکل) نشان داد، به استثنای نانوذراتی که با احیای سیترات سنتز شده‌اند، که در این منطقه پیک SPR را نشان ندادند.
ژانگ و همکاران از طریق کنترل درصد ترکیب نانوذرات پلاتین ۲–۵ نانومتری بر روی SiO2. مدل‌سازی قله‌های جذب متمایز منتسب به پلاتین در محدوده مرئی، متمایز از جذب SPR معمولی. این تحقیق این ویژگی‌های جذب را به تولید و انتقال الکترون‌های داغ از نانوذرات پلاتین به مواد نیمه رسانا نسبت داد.افزودن نانوذرات پلاتین کوچک بر روی نیمه هادی‌هایی مانند TiO2، فعالیت اکسیداسیون فوتوکاتالیستی را تحت تابش نور مرئی افزایش می‌دهد.این مفاهیم نقش احتمالی نانوذرات پلاتین را در توسعه تبدیل انرژی خورشیدی با استفاده از نانوذرات فلزی نشان می‌دهد. با تغییر اندازه، شکل و محیط نانوذرات فلزی، می‌توان از خواص نوری آنها برای کاربردهای الکترونیکی، کاتالیزوری، حسگری و فتوولتائیک استفاده کرد.

## برنامه‌های کاربردی

### کاربرد پیل سوختی

#### پیل‌های سوختی هیدروژنی
در میان فلزات گرانبها، پلاتین فعال‌ترین نسبت به واکنش اکسیداسیون هیدروژن است که در آند سلول‌های سوختی هیدروژنی رخ می‌دهد. برای برآورده کردن کاهش هزینه به این بزرگی، بارگذاری کاتالیست پلاتین باید کاهش یابد. دو استراتژی برای کاهش بارگذاری پلاتین مورد بررسی قرار گرفته‌است: نانومواد آلیاژی مبتنی بر پلاتین دوتایی و سه تایی و پراکندگی نانومواد مبتنی بر پلاتین بر روی بسترهای سطح بالا.

#### پیل‌های سوختی متانول
واکنش اکسیداسیون متانول در آند در سلول‌های سوختی مستقیم متانول (DMFCs) رخ می‌دهد. پلاتین امیدوارکننده‌ترین نامزد در میان فلزات خالص برای کاربرد در DMFCها است. پلاتین بالاترین فعالیت را نسبت به جذب تجزیه ای متانول دارد. با این حال، سطوح پلاتین خالص توسط مونوکسید کربن، محصول جانبی اکسیداسیون متانول مسموم می‌شوند. محققان بر روی پراکندگی کاتالیزورهای نانوساختار بر روی مواد پشتیبان سطح بالا و توسعه نانومواد مبتنی بر پلاتین با فعالیت الکتروکاتالیستی بالا به سمت MOR برای غلبه بر اثر مسمومیت CO تمرکز کرده‌اند.

#### اکسیداسیون الکتروشیمیایی اسید فرمیک
اسید فرمیک یکی دیگر از سوخت‌های جذاب برای استفاده در پیل‌های سوختی مبتنی بر PEM است. مسیر کم‌آبی مونوکسید کربن جذب شده تولید می‌کند. تعدادی از الکتروکاتالیست‌های نانومواد مبتنی بر پلاتین دوتایی برای افزایش فعالیت الکتروکاتالیستی در جهت اکسیداسیون اسید فرمیک مورد بررسی قرار گرفته‌اند.

#### اصلاح رسانایی مواد اکسید روی
از نانوذرات پلاتین می‌توان برای دوپ کردن مواد اکسید روی (ZnO) برای بهبود رسانایی آنها استفاده کرد. ZnO دارای چندین ویژگی است که به آن اجازه می‌دهد در چندین دستگاه جدید مانند توسعه مجموعه‌های ساطع کننده نور و سلول‌های خورشیدی استفاده شود. با این حال، از آنجایی که ZnO رسانایی کمی نسبت به اکسید قلع فلز و ایندیم (ITO) دارد، می‌توان آن را با نانوذرات فلزی مانند پلاتین دوپ کرد و هیبرید کرد تا رسانایی آن را بهبود بخشد. روشی برای انجام این کار، سنتز نانوذرات اکسید روی با استفاده از احیای متانول و ترکیب ۰٫۲۵ در درصد نانوذرات پلاتین است. این ویژگی‌های الکتریکی فیلم‌های ZnO را افزایش می‌دهد و در عین حال قابلیت عبور آن را برای کاربرد در اکسیدهای رسانای شفاف حفظ می‌کند.

#### کاربردهای تشخیص گلوکز
حسگرهای آنزیمی گلوکز دارای اشکالاتی هستند که از ماهیت آنزیم نشات می‌گیرد. حسگرهای غیر آنزیمی گلوکز با الکتروکاتالیست‌های مبتنی بر پلاتین دارای چندین مزیت از جمله پایداری بالا و سهولت ساخت هستند. بسیاری از نانومواد جدید مبتنی بر پلاتین و پلاتین دوتایی برای غلبه بر چالش‌های اکسیداسیون گلوکز بر روی سطوح پلاتین، مانند گزینش پذیری کم، حساسیت ضعیف و مسمومیت ناشی از گونه‌های مداخله‌گر ایجاد شده‌اند.

#### برنامه‌های کاربردی دیگر
کاتالیزورهای پلاتین جایگزین مبدل‌های کاتالیزوری خودرو، حسگرهای گاز مونوکسید کربن، پالایش نفت، تولید هیدروژن و داروهای ضد سرطان هستند. این کاربردها از نانومواد پلاتین به دلیل توانایی کاتالیزوری آنها برای اکسید کردن CO و NOx، هیدروکربن‌زدایی، و الکترولیز آب و توانایی آنها در مهار تقسیم سلول‌های زنده استفاده می‌کنند.

## فعل و انفعالات بیولوژیکی
افزایش واکنش پذیری نانوذرات یکی از مفیدترین خواص آنها است و در زمینه هایی مانند کاتالیز، محصولات مصرفی و ذخیره انرژی مورد استفاده قرار می گیرد. با این حال، این واکنش پذیری بالا همچنین به این معنی است که یک نانوذره در یک محیط زیستی ممکن است اثرات ناخواسته ای داشته باشد. به عنوان مثال، بسیاری از نانوذرات مانند نقره، مس، و سریا با سلول‌ها تعامل می‌کنند تا گونه‌های فعال اکسیژن یا ROS تولید کنند که می‌تواند باعث مرگ زودرس سلول از طریق آپوپتوز شود. تعیین سمیت یک نانوذره خاص مستلزم آگاهی از ترکیب شیمیایی، شکل، اندازه ذرات است و زمینه‌ای است که در کنار پیشرفت‌های تحقیقاتی در زمینه نانوذرات در حال رشد است.
تعیین تاثیر یک نانوذره بر یک سیستم زنده ساده نیست. بسیاری از مطالعات in vivo و in vitro باید برای مشخص کردن کامل واکنش‌پذیری انجام شود. مطالعات in vivo اغلب از ارگانیسم‌های کامل مانند موش یا گورخرماهی برای استنباط تعامل نانوذره بر روی بدن انسان سالم استفاده می‌کنند. مطالعات آزمایشگاهی به چگونگی تعامل نانوذرات با کلنی‌های سلولی خاص، که معمولاً منشأ انسانی دارند، می‌پردازد. هر دو نوع آزمایش برای درک کامل سمیت نانوذرات، به ویژه سمیت انسانی مورد نیاز است، زیرا هیچ مدلی ارتباط کامل با انسان ندارد. مطالعات اندکی ADMET نانوذرات پلاتین را مورد بررسی قرار داده‌اند و نتایج نشان می‌دهد که آنها بیشترین ماندگاری را در ارگانیسم‌ها نسبت به نانوذرات نقره و طلا دارند.

#### دارورسانی
موضوع تحقیق در زمینه نانوذرات نحوه استفاده از این ذرات کوچک برای دارورسانی است. بسته به خواص ذرات، نانوذرات ممکن است در سراسر بدن انسان حرکت کنند و به عنوان وسایل نقلیه مکانی خاص برای حمل و نقل دارو امیدوار کننده هستند. تحقیقات کنونی با استفاده از نانوذرات پلاتین در دارورسانی از حامل های مبتنی بر پلاتین برای حرکت داروی ضد تومور استفاده می کند. در یک مطالعه، از نانوذرات پلاتین با قطر 58.3 نانومتر برای انتقال یک داروی ضد سرطان به سلول‌های سرطانی روده بزرگ انسان، HT-29 استفاده شد. جذب نانوذرات توسط سلول شامل بخش‌بندی نانوذرات درون لیزوزوم‌ها است. محیط اسیدی بالا، شسته شدن یون پلاتین را از نانوذره ممکن می‌سازد، که محققان آن را عامل افزایش اثربخشی دارو شناسایی کردند. در مطالعه دیگری، یک نانوذره پلاتین با قطر 140 نانومتر در داخل یک نانوذره PEG محصور شد تا یک داروی ضد تومور، سیس پلاتین، را در یک جمعیت سلول سرطانی پروستات (LNCaP/PC3) جابجا کند. استفاده از پلاتین در دارورسانی به توانایی آن در عدم تداخل مضر در بخش‌های سالم بدن بستگی دارد و همچنین می‌تواند محتویات آن را در محیط مناسب آزاد کند.

#### سم‌شناسی
مسمومیت ناشی از نانوذرات پلاتین می تواند اشکال مختلفی داشته باشد. یکی از تعاملات احتمالی سمیت سلولی یا توانایی نانوذره در ایجاد مرگ سلولی است. یک نانوذره همچنین می‌تواند با DNA یا ژنوم سلول در تعامل باشد و باعث ایجاد سمیت ژنی شود. این اثرات در سطوح مختلف بیان ژن که از طریق سطوح پروتئین اندازه گیری می شود، دیده می شود. آخرین سمیت رشدی است که می تواند با رشد یک ارگانیسم رخ دهد. سمیت رشد به تأثیر نانوذره بر رشد ارگانیسم از مرحله جنینی تا نقطه تنظیم بعدی می پردازد. اکثر تحقیقات نانوتوکسیکولوژی در مورد سمیت سلولی و ژنوتوکسیک انجام می شود زیرا هر دو به راحتی در آزمایشگاه کشت سلولی قابل انجام هستند.
نانوذرات پلاتین پتانسیل سمی بودن برای سلول های زنده را دارند. در یک مورد، نانوذرات پلاتین 2 نانومتری در معرض دو نوع جلبک مختلف قرار گرفتند تا بفهمند چگونه این نانوذرات با یک سیستم زنده تعامل دارند. در هر دو گونه جلبک مورد آزمایش، نانوذرات پلاتین رشد را مهار کرد، مقدار کمی آسیب به غشاء وارد کرد و مقدار زیادی استرس اکسیداسیون ایجاد کرد. در مطالعه دیگری، محقق اثرات نانوذرات پلاتین با اندازه‌های متفاوت را بر روی کراتینوسیت‌های اولیه انسان آزمایش کرد. نویسندگان نانوذرات پلاتین 5.8 و 57.0 نانومتر را آزمایش کردند. نانوذرات 57 نانومتری اثرات خطرناکی از جمله کاهش متابولیسم سلولی داشتند، اما تأثیر نانوذرات کوچک‌تر بسیار آسیب‌رسان‌تر بود. نانوذرات 5.8 نانومتری نسبت به نانوذرات بزرگ‌تر اثر مخرب‌تری بر پایداری DNA کراتین‌کویت‌های اولیه نشان دادند. آسیب به DNA برای سلول های فردی با استفاده از الکتروفورز تک ژل از طریق سنجش ستاره دنباله دار اندازه گیری شد.
محققان همچنین سمیت نانوذرات پلاتین را با سایر نانوذرات فلزی رایج مقایسه کرده‌اند. در یک مطالعه، نویسندگان تاثیر ترکیبات مختلف نانوذرات را بر گلبول‌های قرمز موجود در جریان خون انسان مقایسه کردند. این مطالعه نشان داد که نانوذرات پلاتین 5 تا 10 نانومتر و نانوذرات طلا 20 تا 35 نانومتر تأثیر بسیار کمی بر گلبول‌های قرمز دارند. در همین مطالعه مشخص شد که نانوذرات نقره 5 تا 30 نانومتری باعث آسیب غشاء، تغییرات مورفولوژیکی مضر و هماگلوتیناسیون گلبول‌های قرمز خون می‌شوند.
در مقاله اخیر منتشر شده در Nanotoxicology، نویسندگان دریافتند که بین نقره (Ag-NP، d = 5-35 نانومتر)، طلا (Au-NP، d = 15-35 نانومتر)، و پلاتین (Pt-NP، d = نانوذرات 3 تا 10 نانومتر، نانوذرات پلاتین دومین سمی ترین در رشد جنین گورخرماهی، پس از نانوذرات نقره بودند. با این حال، این کار وابستگی اندازه نانوذرات به سمیت یا زیست سازگاری آنها را بررسی نکرد. سمیت وابسته به اندازه توسط محققان دانشگاه ملی سان یات سن در کائوسیونگ، تایوان تعیین شد. کار این گروه نشان داد که سمیت نانوذرات پلاتین در سلول‌های باکتریایی به شدت به اندازه و شکل/مورفولوژی نانوذرات وابسته است. نتیجه گیری آنها بر اساس دو مشاهدات عمده بود. ابتدا، نویسندگان دریافتند که نانوذرات پلاتین با مورفولوژی‌های کروی و اندازه‌های کمتر از 3 نانومتر دارای خواص سمی بیولوژیکی هستند. از نظر مرگ و میر، تاخیر جوجه ریزی، نقص فنوتیپی و تجمع فلز اندازه گیری شد. در حالی که آن نانوذرات با اشکال جایگزین - مانند مکعبی، بیضی، یا گلی - و اندازه‌های 5 تا 18 نانومتر سازگاری زیستی و هیچ خاصیت سمی بیولوژیکی نداشتند. ثانیا، از سه نوع نانوذرات پلاتین که زیست سازگاری را نشان دادند، دو نوع افزایش در رشد سلول های باکتریایی را نشان دادند.
مقاله فرضیه‌های زیادی را برای این که چرا این مشاهدات انجام شده است، معرفی می‌کند، اما بر اساس سایر کارها و دانش اولیه غشای سلولی باکتری، به نظر می‌رسد که استدلال پشت مشاهده سمیت وابسته به اندازه دوگانه باشد. یک: نانوذرات کروی شکل کوچکتر به دلیل کاهش اندازه و همچنین سازگاری شکل آنها با منافذ معمولی کروی اکثر غشاهای سلولی قادر به عبور از غشای سلولی هستند. اگرچه این فرضیه باید توسط کار آینده بیشتر پشتیبانی شود، نویسندگان مقاله دیگری را ذکر کردند که دریافت تنفسی نانوذرات پلاتین را ردیابی می کرد. این گروه دریافتند که نانوذرات پلاتین 10 میکرومتری توسط مخاط نایژه ها و نای جذب می شوند و نمی توانند بیشتر از این از طریق دستگاه تنفسی حرکت کنند. با این حال، ذرات 2.5 میکرومتری توانایی عبور از این لایه مخاطی را نشان دادند و به عمق بیشتری به مجرای تنفسی رسیدند. همچنین نانوذرات بزرگ‌تر و منحصربه‌فرد برای عبور از منافذ غشای سلولی بسیار بزرگ هستند و/یا اشکالی دارند که با منافذ کروی‌تر غشای سلولی ناسازگار هستند. با توجه به این که دو نانوذره بزرگ پلاتین (بیضی 6 تا 8 نانومتر و گلی 16 تا 18 نانومتر) در واقع رشد سلولی باکتریایی را افزایش می‌دهند، توضیح می‌تواند در یافته‌های سایر کارهایی باشد که نشان داده‌اند نانوذرات پلاتین قابل توجهی نشان داده‌اند. ظرفیت آنتی اکسیدانی  با این حال، برای اینکه از این خواص آنتی اکسیدانی بهره برداری شود، ابتدا باید نانوذرات پلاتین وارد سلول ها شود، بنابراین شاید توضیح دیگری برای مشاهده افزایش رشد سلول های باکتریایی وجود داشته باشد.
اکثر مطالعات تاکنون با استفاده از مدل موش in vivo بر اساس اندازه بوده اند. در یک مطالعه، محققان اثرات نانوذرات پلاتین 1 نانومتری و 15 نانومتری خورشید را بر روی موش ها مقایسه کردند.مشخص شد که دوز 15 میلی گرم بر کیلوگرم نانوذرات پلاتین زیر 1 نانومتر باعث آسیب کبدی می شود در حالی که ذرات بزرگتر هیچ تأثیری نداشتند. یک مطالعه مشابه با استفاده از تزریق منفرد به عنوان منبع قرار گرفتن در معرض نانوذرات پلاتین در مدل موش، نکروز سلول‌های اپیتلیال لوله‌ای را برای ذرات زیر 1 نانومتر نشان داد، اما هیچ تأثیری با آن ذرات 8 نانومتری نداشت. این مطالعات in vivo روندی را نشان می‌دهد که سمیت نانوذرات پلاتین وابسته به اندازه است، که به احتمال زیاد به دلیل توانایی نانوذره برای ورود به یک منطقه با تأثیر بالا در بدن است. یک مطالعه کامل برای تجزیه و تحلیل اثر نانوذرات پلاتین با اندازه‌های مختلف که هم در مدل‌های in vivo و هم in vitro استفاده می‌شوند، برای درک بهتر تأثیر این نانوذرات استفاده می‌شود.آنها با استفاده از موش به عنوان مدل، متوجه ماندگاری نانوذرات پلاتین توسط دستگاه تنفسی موش شدند. این با التهاب جزئی تا خفیف بافت ریه اطراف همراه بود. با این حال، آزمایش‌های آزمایشگاهی آن‌ها با استفاده از سلول‌های اپیتلیال انسانی و ریه هیچ اثر سیتوتوکسیک یا استرس اکسیداتیو ناشی از نانوذرات پلاتین را علیرغم شواهد واضحی از جذب سلولی نشان نداد.

## همچنین رجوع کنید به
- کلویید طلا
- نانوذرات
- نانوذرات مغناطیسی
- نانوتکنولوژی